# Ossario di Giacomo

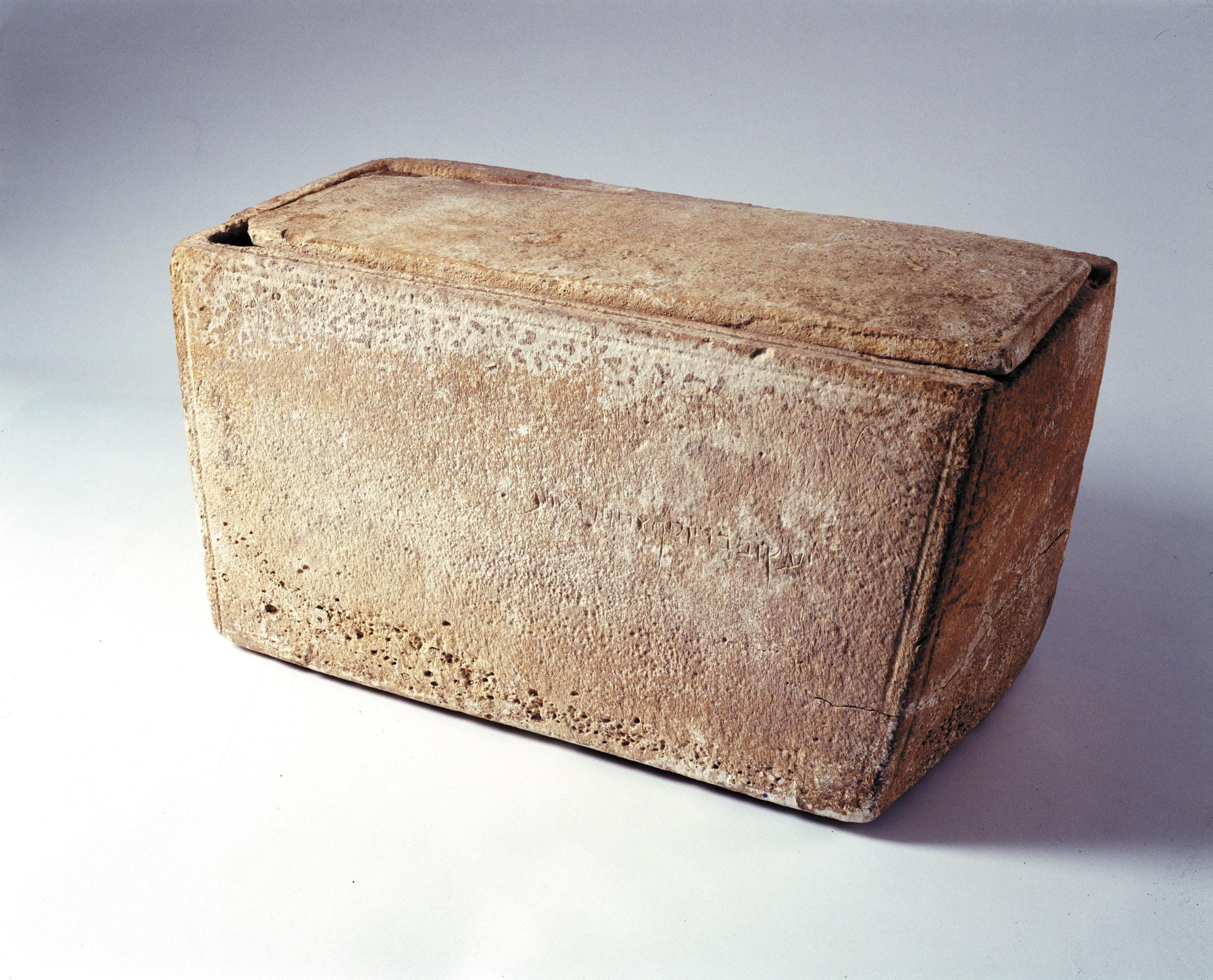
L'"ossario di Giacomo" è stato in mostra presso il Royal Ontario Museum dal 15 novembre 2002 al 5 gennaio 2003.

L'ossario di Giacomo è un ossario in calcare rinvenuto in Israele nel 2002 ritenuto appartenere a Giacomo il Giusto, chiamato anche "Giacomo fratello di Gesù" che, successivamente al suo ritrovamento, è stato oggetto di controversia circa la sua autenticità, in quanto da alcuni ritenuto un falso moderno.
La provenienza dell'ossario è ignota: il reperto, secondo le dichiarazioni del suo possessore, Oded Golan, era stato acquistato da un mercante arabo; lo stesso Golan fu connesso poi ad un altro controverso "ritrovamento" archeologico, quello dell'"iscrizione Jehoash". Sebbene la Israel Antiquities Authority lo abbia presto dichiarato un falso, ancora nel 2005 la Biblical Archeological Society ne sosteneva l'autenticità attraverso l’attestazione riconosciuta dai suoi studiosi e archeologi. Nel 2008 un egiziano di nome Samah Shoukri Ghatas, avrebbe confessato di aver falsificato alcuni reperti per Golan, il quale fu conseguentemente messo sotto processo per contraffazione, truffa e traffico di opere d’arte. Tuttavia, nel 2012, Golan è stato riconosciuto innocente e totalmente assolto dall'accusa di contraffazione e truffa dal tribunale di Gerusalemme, venendo condannato solo a una pene lieve per traffico di opere d'arte. La questione dell'autenticità dell'ossario resta quindi una contesa aperta.

## Storia
(Iscrizione sull'ossario)

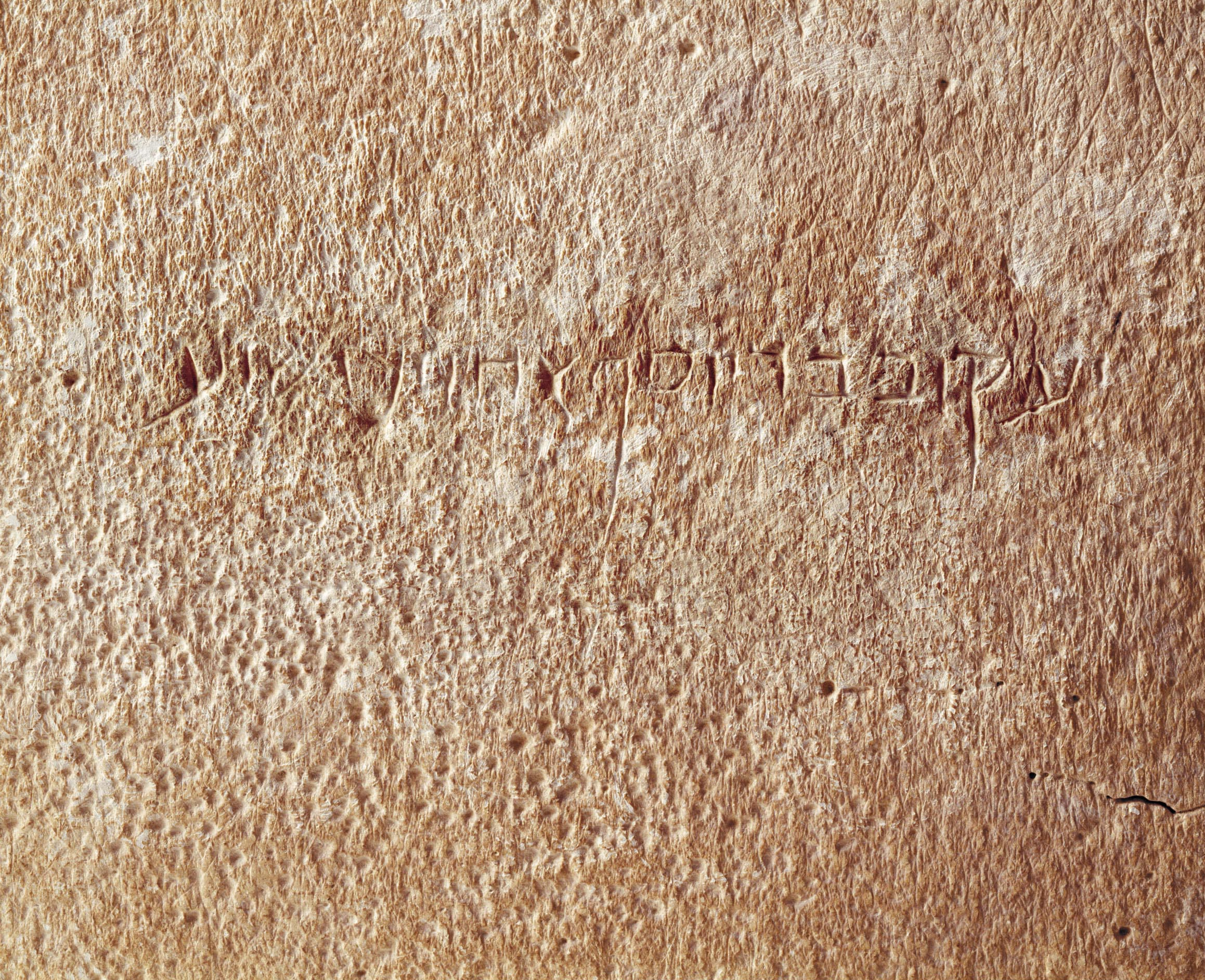
Ingrandimento dell'iscrizione sull'ossario.

Il 21 ottobre 2002 fu organizzata una conferenza stampa dal canale televisivo Discovery Channel e dalla Biblical Archaeology Society, che anticipava i contenuti di un articolo pubblicato nel numero di novembre della Biblical Archaeology Review, nel quale si parlava di un piccolo ossario che riportava un'iscrizione recitante le parole Yaakov bar Yoseph achui de Yeshua ("Giacomo figlio di Giuseppe, fratello di Gesù"). Se l'ossario fosse stato autentico avrebbe rappresentato la prima prova archeologica della storicità di Gesù, oltre le prove dei testi sacri e delle reliquie attribuite a Gesù. 
Hershel Shanks, editore della Biblical Archaeology Review, annunciò che esso apparteneva a un anonimo collezionista israeliano. L'identità del suo possessore fu resa nota il giorno successivo dal quotidiano israeliano Ha'aretz: un noto collezionista di antichità, Oded Golan, un ingegnere residente a Tel Aviv, affermava di avere acquistato l'ossario da un mercante di oggetti antichi di origini arabe nella Città Vecchia di Gerusalemme circa dieci anni prima, ma di non essere mai stato consapevole dell'importanza della sua iscrizione.
Il Geological Survey of Israel (GSI) e André Lemaire dell'università Sorbona di Parigi hanno stabilito che il calcare presente sull'ossario risale al I secolo. Lemaire ritenne probabile che l'ossario fosse appartenuto al biblico Giacomo. Il GSI stabilì che quel determinato calcare era tipico della zona di Gerusalemme. Alcuni esperti, compresi Kyle McCarter e Joseph Fitzmyer, dichiararono che l'iscrizione poteva essere datata tra il 20 a.C. e il 70 d.C.. L'esame effettuato dal Geological Survey of Israel affermava che l'ossario non fosse un falso: «Non è stato trovato nessun indizio che faccia pensare all'utilizzo di apparecchiature o strumenti moderni», si legge in parte nella relazione finale; «Non è stata trovata nessuna prova che possa negare l'autenticità della patina e dell'iscrizione trovate». Invece Robert Eisenman della California State University, studioso specializzato nel biblico Giacomo, dichiarò che il ritrovamento era "troppo perfetto"; Lemaire difese le sue conclusioni in una conferenza organizzata dalla Society of Biblical Literature.
L'ossario fu messo in mostra al Royal Ontario Museum (ROM) con l'autorizzazione dell'Autorità per le Antichità di Israele ed è stato oggetto di svariati documentari. Quando  giunse a Toronto, la mattina del 31 ottobre 2002, il personale del ROM rimase inorridito dal constatare che la reliquia fosse impacchettata in una scatola di cartone (solitamente, le antichità vengono trasportate all'interno di una cassa in legno o in una rivestita di polistirolo). Il giorno seguente procedettero all'apertura dell'ossario e si accorsero che un paio di strati dell'imballaggio erano così sottili che furono causa di crepe (la più grande delle quali proprio sulla famosa iscrizione). Quando i restauratori del museo iniziarono a riparare il danno, scoprirono l'incisione di una piccola rosa nel lato opposto all'iscrizione. Quando l'esposizione dell'ossario a Toronto ebbe inizio, Golan si recò in Ontario per prendervi parte.
Tuttavia, il 18 giugno 2003, l'Israeli Antiquities Authority pubblicò una relazione nella quale si stabiliva, basandosi sull'analisi della patina, che l'iscrizione fosse una contraffazione di età moderna. Nello specifico, sembra che l'iscrizione fosse stata aggiunta in tempi piuttosto recenti e fatta invecchiare con una soluzione calcarea.
Il 26 febbraio 2007, si tenne una conferenza stampa alla New York Public Library dal regista James Cameron e da Simcha Jacobovici per presentare il loro documentario The Lost Tomb of Jesus sulla Tomba di Talpiot (secondo gli autori tomba di famiglia di Gesù); il documentario sostiene che l'Ossario di Giacomo è l'ossario mancante dalla Tomba. L'ipotesi è stata respinta dagli studiosi.
Nel 2007, Matti Myllykoski ha riassunto le posizioni correnti degli studiosi, dicendo che «L'autenticità e l'importanza dell'ossario sono stati difesi da Shanks (2003), mentre molti studiosi – basandosi su prove a dir poco convincenti – hanno il forte sospetto che si tratti di un falso moderno».
L'autenticità del presunto ossario, in particolare della scritta, è ancora discussa dopo che un tribunale di Gerusalemme ha assolto Oded Golan dichiarando che non ci sono prove di falsificazione e che l'accusa non è riuscita a dimostrare le imputazioni oltre ogni ragionevole dubbio. L'autenticità del cosiddetto “ossario di Giacomo” probabilmente «continuerà ad essere studiata in ambito archeologico e scientifico, e il tempo ci dirà»”, secondo quanto scritto nella sentenza.